# Municipio de Prairie (condado de Lincoln)
El municipio de Prairie (en inglés: Prairie Township) es un municipio ubicado en el condado de Lincoln en el estado estadounidense de Misuri. En el año 2010 tenía una población de 380 habitantes y una densidad poblacional de 8,54 personas por km².

## Geografía
El municipio de Prairie se encuentra ubicado en las coordenadas 39°1′25″N 91°13′23″O / 39.02361, -91.22306. Según la Oficina del Censo de los Estados Unidos, el municipio tiene una superficie total de 44.48 km², de la cual 43,93 km² corresponden a tierra firme y (1,24 %) 0,55 km² es agua.

## Demografía
Según el censo de 2010, había 380 personas residiendo en el municipio de Prairie. La densidad de población era de 8,54 hab./km². De los 380 habitantes, el municipio de Prairie estaba compuesto por el 99,21 % blancos, el 0,53 % eran afroamericanos, el 0,26 % eran amerindios. Del total de la población el 0,79 % eran hispanos o latinos de cualquier raza.